# دكوانة
دكوانة هي إحدى القرى اللبنانية من قرى قضاء المتن في محافظة جبل لبنان. وأغلب سكانها هم من المسيحيين.
تبعد دكوانة - دير مار روكز - ضهر الحصين 6 كلم (3.7284 مي) عن بيروت عاصمة لبنان. ترتفع 30 م (98.43 قدم - 32.808 يارد) عن سطح البحر وتمتد على مساحة 410 هكتاراً (4.1 كلم²- 1.5826 مي²).أحد أهم شوارعها هو شارع السلاف التجاري.

## معرض صور

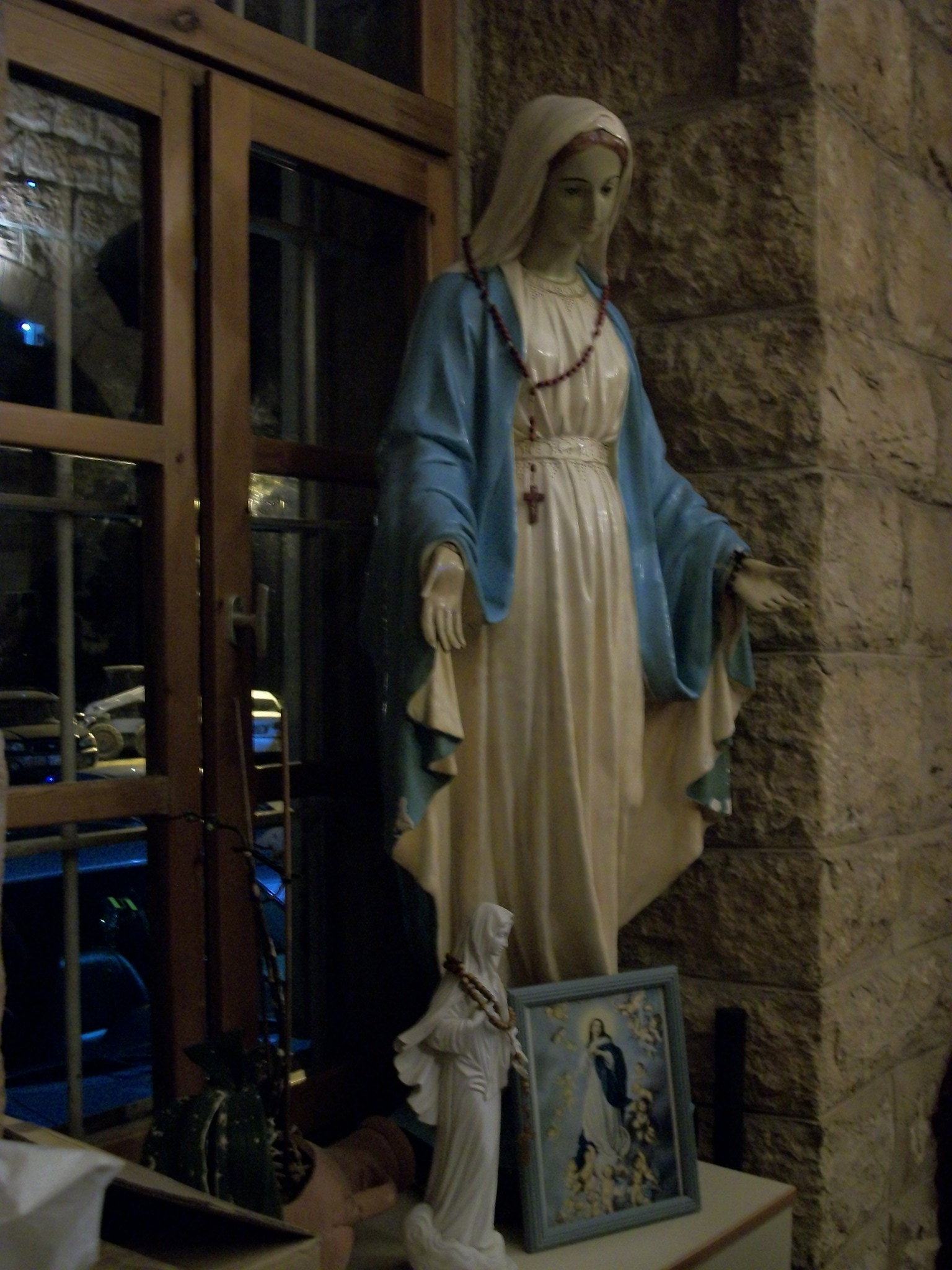
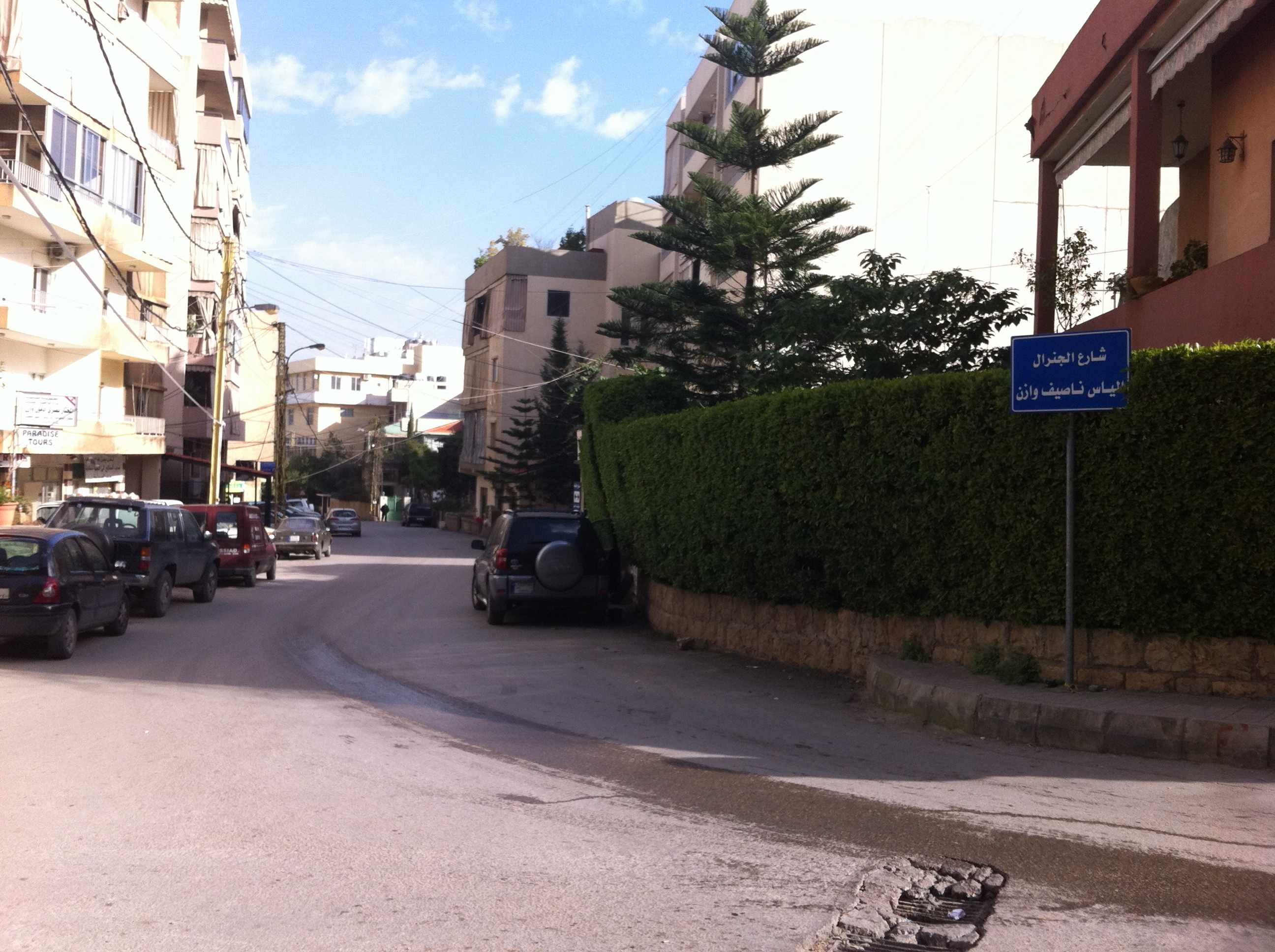
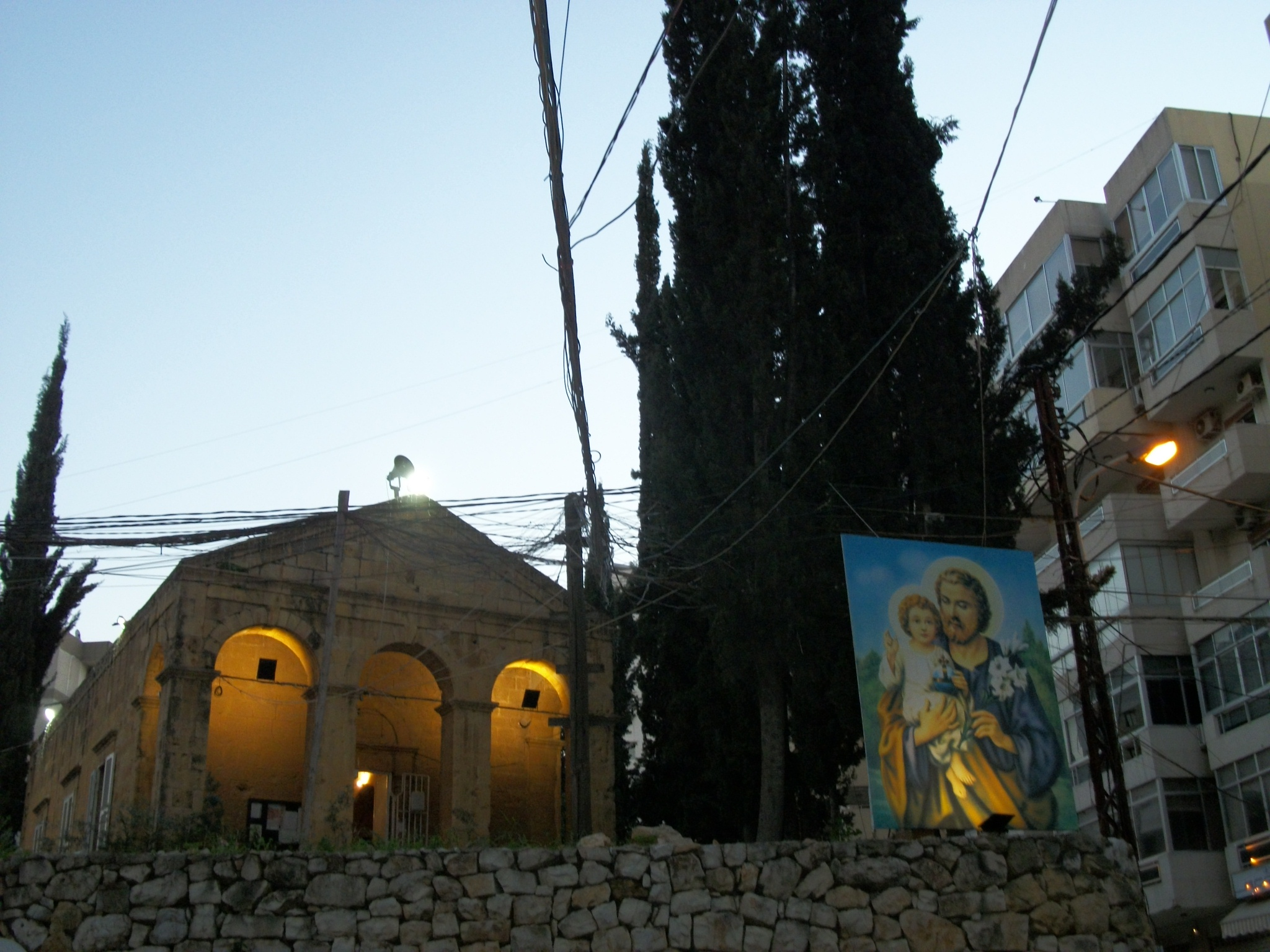

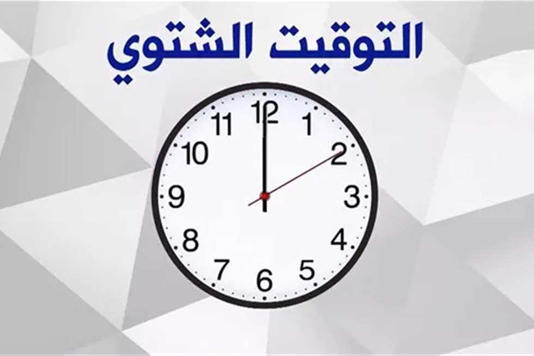